# The Platinum Collection (álbum de Queen)
The Platinum Collection é uma coleção dos álbuns de melhores êxitos da banda britânica de rock Queen. A obra contém os álbuns Greatest Hits, Greatest Hits II e Greatest Hits III. O álbum foi lançado originalmente em 13 de novembro de 2000 pela gravadora Parlophone. Um livreto com fotos e história das músicas também foi incluso. O lançamento da compilação nos EUA foi adiado pela Hollywood Records até setembro de 2002.